# Dobiesław Kmita
Dobiesław Kmita z Sobienia i Wiśnicza herbu Szreniawa (zm. 1478) – pierwszy wojewoda lubelski (1474-1478), wojewoda sandomierski (1478), kasztelan biecki (1458-1459), kasztelan wojnicki (1460-1463), kasztelan lubelski (1464-1474), starosta krzepicki.

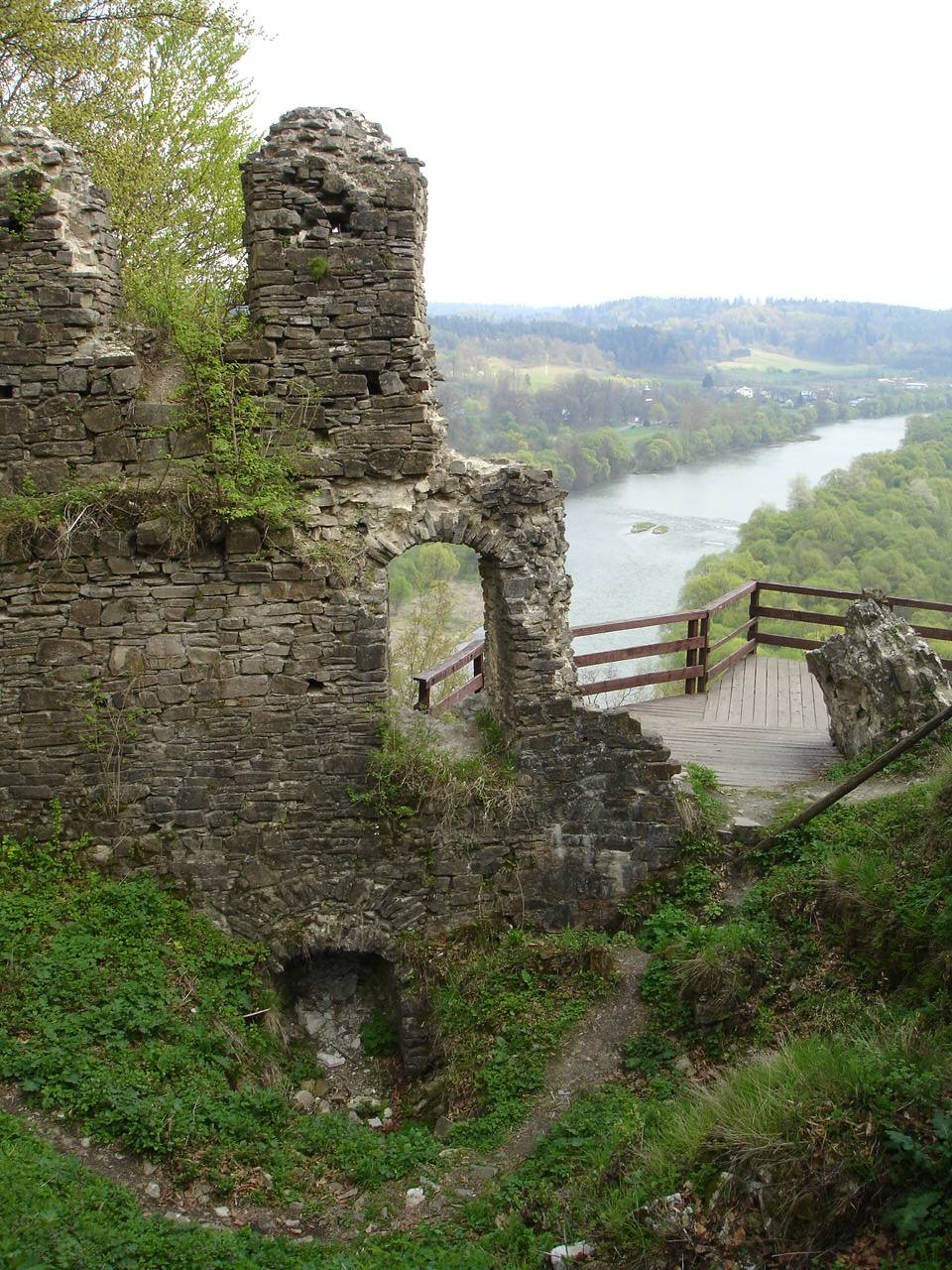
Ruiny zamku w Sobieniu – własność Kmitów do roku 1580

Syn Mikołaja Kmity, kasztelana przemyskiego, i Małgorzaty Michałowskiej Kurozwęckiej herbu Poraj (zm. po 1435 r.) – kasztelanki krakowskiej - córki Mikołaja Białuchy z Kurozwęk i z Michałowa. Przez matkę spokrewniony był z jednym z najwyższych dostojników świeckich ówczesnej Polski, kasztelanem krakowskim Mikołajem Białuchą z Michałowa i Kurozwęk.
Dziedzic Wiśnicza i Denowa (dziś: Dynów), kasztelan biecki od 1458, wojnicki od 1460, lubelski od 1464, był także starostą krzepickim. W 1474 został pierwszym wojewodą nowo utworzonego województwa lubelskiego i był nim do 1478, kiedy został wojewodą sandomierskim. Krótko potem zmarł bezpotomnie (obok daty 1478, spotyka się też datę 1479 jako rok jego śmierci).
Pieczęć Dobiesława Kmity umieszczono przy dokumencie traktatu toruńskiego z dnia 19 X 1466 roku. W polu pieczęci na pochylonej tarczy herb Śrzeniawa. Tarcza zwieńczona hełmem z labrami i klejnot, w którym para rogów turzych z czterema dzwonkami na każdym. Był gwarantem pokoju toruńskiego 1466 roku.